# Ivan Mikulić
Ivan Mikulić (nacido el 8 de mayo de 1968 en Mostar, Yugoslavia, ahora Bosnia y Herzegovina) es un cantante herzegovino-croata, más conocido fuera de su país por haber representado a Croacia en el Festival de la Canción de Eurovisión 2004, cantando "You are the only one"(eres la única). Mikulic tiene una gran gama vocal, que no fue demostrada en su actuación. 
Además de Eurovisión, se ha presentado en numerosos festivales de música croata en Croacia y Bosnia y Herzegovina.